# Stitches (пісня)
Stitches (укр. Шви) — пісня канадського співака Шона Мендеса з його дебютного студійного альбому Handwritten (2015). Спочатку вийшла в iTunes на лейблі Island Records 16 березня 2015 року як третій ексклюзивний трек для попереднього замовлення, а згодом була представлена на радіо лейблом Republic Records 5 травня 2015 року, як третій офіційний сингл альбому. Stitches стала першою піснею Мендеса, що потрапила до чарту ротації Billboard, дебютувавши під 36 номером в чарті Mainstream Top 40 в червні 2015 року, і зрештою, піднялась на першу сходинку. Вона стала його першим синглом, що увійшов до топ-10 чарту Billboard Hot 100, зайнявши четверту позицію. Stitches також потрапив до топ-10 чарту Canadian Hot 100, посівши 10 сходинку. Сингл також очолив чарти Великої Британії UK Singles Chart і Німеччини German Singles Chart увійшов першої п'ятірки чартів Ірландії, Австралії та Нової Зеландії.
Сингл був номінований як «Найкращий сингл співака» на музичній премії Teen Choice Awards 2015.

## Створення
Stitches став 4-м синглом Шона Мендеса після підписання з контракту з фірмою звукозапису Island Records, перший з яких «Life of the Party» виданий у 2014 році. Пісня написана в тональності сі-бемоль мінор з темпом 150 ударів на хвилину і тактовим розміром 4/4. Вокал Мендеса охоплює півтори октави від Db4 до Ab5. Сингл написаний і спродюсований Денні Паркером, Тедді Гейгером і Деніелом Кайрікідсом, та записаний Мендесом 2014 року. Після цього, він спочатку вийшов в iTunes на лейблі Island Records 16 березня 2015 року як третій ексклюзивний трек для попереднього замовлення, а згодом був представлений на радіо лейблом Republic Records 5 травня 2015 року як третій офіційний сингл альбому.
Музичне відео на пісню було знято на паркінгу, де Мендеса неодноразово відправляє в нокдаун невидима емоційна сила.

## Комерційна успішність
Пісня Stitches дебютувала під 55 номером в чарті журналу Billboard Canadian Hot 100 4 квітня 2015 року. Вона стала найчастіше відтворюваною піснею в ефірі канадського радіо у форматі contemporary hit radio протягом тижня від 13 червня 2015 року та дебютувала під 50 номером в ротації чарту Canada CHR/Top 40 того ж тижня. Пізніше, пісня знову увійшла до хіт-параду під 40 номером, і, зрештою, піднялася на 10 сходинку.
У Сполучених Штатах, пісня дебютувала під 14-м номером в чарті Billboard Bubbling Under Hot 100 Singles 25 квітня 2015 року. Вона піднялася на 2-гу сходинку чарту Bubbling Under 6 червня 2015 року, перш ніж дебютувати в чарті Billboard Hot 100 під 89 номером 13 червня 2015 року. 27 серпня 2015 року пісня увійшла до топ-40 чарту, посівши 35-ту сходинку, піднявшись на сім позицій із 42-ї сходинки. 10 вересня 2015 року вона піднялася одразу на 12 позицій, увійшовши в першу двадцятку чарту, посівши 20-ту сходинку. Пісня увійшла до першої десятки чарту під 9-м номером 17 жовтня 2015 року і піднялася на 8-му сходинку наступного тижня. 31 жовтня 2015 року вона увійшла до топ-5 під 4-м номером, ставши синглом Мендеса, що зайняв найвищу сходинку чарту Billboard Hot 100, а також його першою піснею в першій п'ятірці хіт-параду. Сингл Stitches дебютував на 36-й сходинці чарту Billboard Mainstream Top 40 20 червня 2015 року, ставши першим хітом Мендеса в ротації на території США. Згодом він досяг вершини чарту, ставши першим хітом Мендеса, що очолив цей чарт. Він був сертифікований Американською асоціацією компаній звукозапису як чотирикратно платиновий у грудні 2015 року, з продажами у 2,3 млн копій станом на квітень 2016 року. Загалом пісня пробула 52 тижні в чарті Billboard Hot 100, перш ніж покинути його 11 червня 2016 року.
У Швеції пісня Stitches увійшла до чарту Swedish Singles Chart 3 квітня 2015 року на 92-й сходинці. Вона поступово піднялася до 58-ї, перш ніж покинути хіт-парад за кілька тижнів. Ставши популярнішою у всьому світі, «Стежки» знову увійшли до чарту під 79-м номером 3 липня 2015 року. Пісня досягла другої сходинки чарту 9 жовтня 2015 року. Він був сертифікований як платиновий Міжнародною федерацією фонографічної індустрії Швеції 9 вересня 2015 року. У Сполученому Королівстві, сингл Stitches дебютував на 98-й сходинці чарту UK Singles Chart в серпні 2015 року. Зрештою, він увійшов до топ-40 чарту в грудні того ж року, а 22 січня 2016 року очолив чарт, посунувши з верхівки сингл Джастіна Бібера «Love Yourself», перевершивши продажі на 1500 копій. В Австралії пісня дебютувала під 48-м номером чарту ARIA Singles Chart 26 жовтня 2015 року. Пізніше вона піднялася до 4 сходинки чарту 7 грудня 2015 року. Пісня була сертифікована як платинова Австралійською асоціацією компаній звукозапису.

## Музичне відео
Перший музичний кліп на пісню Stitches режисера Джона Джона Августава було представлено Vevo 18 березня 2015 року, після випуску пісні в цифрових магазинах. Кліп знято за участі актриси Айві Метсон, яка з'являється в його відео на пісні «Never Be Alone» і «Life of the Party» і це є її третьою участі у фільмуваннях музичних відео на пісні з альбому Handwritten. Станом на квітень 2017 року, кліп Stitches на YouTube переглянули понад 760 мільйонів разів.
Мендес згодом повідомив про новий музичний відеокліп на пісню у своєму обліковому записі в Instagram, прем'єра якого відбулася 24 червня 2015 року. Кліп починається з того що Мендес виходить з-за керма свого автомобіля на покинутій стоянці починає співати. Невидима сила або привид завдає йому ударів. Згодом сила або привид стає все злішим і б'є Мендеса головою об скло вікна його автомобіля. Мендес відновлює сили та проходить через стоянку, але сила або привид вдаряє його тіло об стіну, після чого він йде в ванну, щоб умити своє побите обличчя, після чого він виявляє, що обличчя в нормальному стані.
У липні 2015 року вийшла акустична версія відео на пісню Stitches у дуеті з Гейлі Стайнфельд.

## Виступи наживо
17 квітня 2015 року Мендес в ефірі ранкового шоу Good Morning America, де він презентував тоді недавно випущений альбом, виконав пісню Stitches. 29 квітня 2015 року він виконував пісню наживо на Шоу Елен Дедженерес і ток-шоу Conan як музичний гість. 21 червня 2015 року Мендес виконав пісню в на церемонії вручення премій Much Music Video Awards 2015. Мендес також заспівав Stitches на церемонії Вибір народу 2016, а потім виконав «I Know What You Did Last Summer» з Камілою Кабельйо. Він також виконував пісню на шоу The Jonathan Ross Show. Мендес також виконав сингл у фіналі шоу The Voice UK 9 квітня 2016 року.

## Ремікс
Пісня була реміксована норвезьким дуетом SeeB. Трек вийшов під назвою Stitches (SeeB Remix) 16 жовтня 2015 року на лейблі Island Records, підрозділі UMG Recordings, Inc.

## Чарти
| Чарт (2015–16)                            | Найвища позиція |
| ----------------------------------------- | --------------- |
| Австралія (ARIA)                          | 4               |
| Австрія (Ö3 Austria Top 75)               | 5               |
| Бельгія (Ultratop Flanders)               | 11              |
| Бельгія (Ultratop Wallonia)               | 10              |
| Бразилія (Billboard Brasil Hot 100)       | 96              |
| Канада (Canadian Hot 100)                 | 10              |
| Канада (AC) (Billboard)                   | 12              |
| Канада (CHR/Top 40) (Billboard)           | 6               |
| Канада (Hot AC) (Billboard)               | 6               |
| Чехія (IFPI)                              | 8               |
| Чехія (Singles Digitál Top 100)           | 3               |
| Данія (Tracklisten)                       | 2               |
| Фінляндія (Suomen virallinen lista)       | 12              |
| Франція (SNEP)                            | 86              |
| Німеччина (Official German Charts)        | 2               |
| Німеччина (Airplay Chart)                 | 2               |
| Угорщина (Rádiós Top 40)                  | 2               |
| Угорщина (Single Top 40)                  | 9               |
| Ірландія (IRMA)                           | 2               |
| Італія (FIMI)                             | 2               |
| Люксембург (Billboard Digital Songs)      | 4               |
| Мексика (Monitor Latino Top 20 Inglés)    | 9               |
| Мексика (Billboard Airplay)               | 18              |
| Мексика (Billboard Ingles Airplay)        | 6               |
| Нідерланди (Dutch Top 40)                 | 4               |
| Нідерланди (Mega Single Top 100)          | 5               |
| Нова Зеландія (RIANZ)                     | 5               |
| Норвегія (VG-lista)                       | 2               |
| Польща (Polish Airplay Top 100)           | 4               |
| Португалія (Billboard Digital Songs)      | 4               |
| Шотландія (Official Charts Company)       | 1               |
| Словаччина (IFPI)                         | 6               |
| Словаччина (Singles Digitál Top 100)      | 4               |
| Словенія (SloTop50)                       | 1               |
| Іспанія (PROMUSICAE)                      | 12              |
| Швеція (Sverigetopplistan)                | 2               |
| Швейцарія (Media Control AG)              | 6               |
| Велика Британія (Official Charts Company) | 1               |
| США (Billboard Hot 100)                   | 4               |
| США (Adult Contemporary) (Billboard)      | 1               |
| США (Adult Top 40) (Billboard)            | 1               |
| США (Mainstream Top 40) (Billboard)       | 1               |

| Чарт (2015)                         | Позиція |
| ----------------------------------- | ------- |
| Radio Disney (Top 30)               | 1       |
| Австралія (ARIA)                    | 56      |
| Канада (Canadian Hot 100)           | 27      |
| Італія (FIMI)                       | 80      |
| США Billboard Hot 100               | 36      |
| США (Adult Top 40) (Billboard)      | 47      |
| США (Mainstream Top 40) (Billboard) | 23      |

| Чарт (2016)                          | Позиція |
| ------------------------------------ | ------- |
| Австралія (ARIA)                     | 43      |
| Австрія (Ö3 Austria Top 40)          | 42      |
| Бельгія (Ultratop Flanders)          | 66      |
| Бельгія (Ultratop Wallonia)          | 83      |
| Канада (Canadian Hot 100)            | 43      |
| Данія (Tracklisten)                  | 35      |
| Німеччина (Official German Charts)   | 35      |
| Італія (FIMI)                        | 22      |
| Нідерланди (Single Top 100)          | 31      |
| Нова Зеландія (Recorded Music NZ)    | 47      |
| Польща (ZPAV)                        | 26      |
| Словенія (SloTop50)                  | 22      |
| Швейцарія (Schweizer Hitparade)      | 27      |
| Велика Британія (UK Singles Chart)   | 11      |
| США Billboard Hot 100                | 23      |
| США (Adult Contemporary) (Billboard) | 1       |
| США (Adult Top 40) (Billboard)       | 8       |
| США (Mainstream Top 40) (Billboard)  | 45      |

## Сертифікації
| Регіон | Сертифікація  | Продажі   |
| --- | ------------- | --------- |
| Австралія (ARIA) | 5× Платиновий | 350 000   |
| Бельгія (BEA) | Платиновий    | 30 000    |
| Канада (Music Canada) | 2× Платиновий | 20 000^   |
| Данія (IFPI Denmark) | 3× Платиновий | 90 000^   |
| Німеччина (BVMI) | Платиновий    | 400 000   |
| Італія (FIMI) | 5× Платиновий | 250 000   |
| Мексика (AMPROFON) | 2× Платиновий | 120 000*  |
| Нова Зеландія (RIANZ) | 2× Платиновий | 120 000*  |
| Норвегія (IFPI Norway) | 4× Платиновий | 0*        |
| Польща (ZPAV) | 3× Платиновий | 60 000    |
| Іспанія (PROMUSICAE) | 2× Платиновий | 80 000    |
| Швеція (IFPI Sweden) | 7× Платиновий | 280 000   |
| Велика Британія (BPI) | 2× Платиновий | 1 200 000 |
| США (RIAA) | 4× Платиновий | 4 000     |
| *продажі, що базуються лише на сертифікаціях · ^відвантаження, що базуються лише на сертифікаціях · продажі+прослуховування, що базуються лише на сертифікаціях |               |           |